# Jude Wright
Jude Wright, né le 14 novembre 1999, est un acteur britannique surtout connu pour son rôle en tant que Marcus dans la série télévisée Spy, depuis 2011.

## Biographie
En 2011, Jude Wright interprète le rôle de Marcus, dans la série Spy. Il joue ensuite en 2012, dans le film canadien, Les Piliers de la Terre : Un monde sans fin  dans le rôle de Sam. Il joue après en 2014 dans le film Paddington dans le rôle de Tony.
Jude Wright gagne le prix de la meilleure performance pour une série télévisée pour la catégorie jeunes acteurs, prix décerné par theskykid.com.

## Filmographie
Il a été pris pour le rôle du petit Marcus dans la série Spy, mon père cet espion.